# Gabriel Busanello
Gabriel Dal Toé Busanello (Frederico Westphalen, 29 ottobre 1998) è un calciatore brasiliano, difensore del Malmö FF.

## Caratteristiche tecniche
È un terzino sinistro.

## Palmarès

### Competizioni statali
- Campeonato da Região Serrana: 1

União Frederiquense: 2015
- Campionato Catarinense: 2

Chapecoense: 2017, 2020
- Copa FGF: 1

Pelotas: 2019
- Recopa Gaúcha: 1

Pelotas: 2020

### Competizioni nazionali
- Campeonato Brasileiro Série B: 1

Chapecoense: 2020
- Campionato svedese: 2

Malmö FF: 2023, 2024
- Coppa di Svezia: 1

Malmö: 2023-2024